# 佟健
佟 健（とう けん、簡体字：佟健、繁体字中国語: 佟健 トン・ジェン、中国語ラテン翻字: Jian Tong ジャン・トン, 1979年8月15日 - ）は、中国ハルビン出身の男性元フィギュアスケート選手。2002年ソルトレイクシティオリンピック、2006年トリノオリンピック、2014年ソチオリンピック中国代表。2010年バンクーバーオリンピック銀メダリスト。2006年世界フィギュアスケート選手権および2010年世界フィギュアスケート選手権優勝。パートナーは妻の龐清。コーチは姚濱。民族としては満洲族である。

## 人物
姚濱門下に共通するダイナミックさが最大の持ち味である。日本料理が好物である。
2011年6月、上海で開催されたアイスショーの最中に赤いバラの花束を抱えて龐清にプロポーズ。　2016年6月に結婚した。2016年11月27日、第一子となる男児が誕生。

## 経歴
1985年、6歳の時にフィギュアスケートを始める。当初はシングルの選手であったが、1991年にアイスダンス、1993年にペアに転向する。ペアでのパートナーは当初より龐清であった。
しかし彼らのペア転向直後、コーチの姚濱が本拠地を北京に移してしまったため（彼女らはハルビン残留を選んだ）、1993年から1997年までチームはコーチ無しで練習するという事態に陥る。1998-1999シーズンより本格的に国際競技会に登場。このシーズンはユニバーシアード2位、中国選手権優勝、四大陸選手権5位、世界選手権14位、ジュニア世界選手権8位など。グランプリシリーズ参戦は翌シーズンからで、スケートカナダ、ロシア杯で5位に入っている。
初のメジャー・タイトルは2002年の四大陸選手権。またこのシーズンはグランプリシリーズでもスケートアメリカとラリック杯で3位入賞。ソルトレイクシティオリンピックでは9位、世界選手権5位。しかしこの頃までのチームはジャンプの高さ以外に見るべきものが無い、雑な演技しか印象に残らないものであった。
チームが急成長を遂げるのは翌2002-2003シーズンに入ってからである。この頃よりチームは両選手の同期、動きの滑らかさ、氷上、細やかな動作などが一気に進化し、世界の強豪の仲間入りを果たす。グランプリシリーズでもスケートカナダとロシア杯2位、スケートアメリカ優勝と快進撃を続け、世界選手権では4位にまで食い込む。翌シーズンには完全に世界のトップクラスとして認知され、世界選手権では3位となった。この時の優勝がタチアナ・トトミアニナ/マキシム・マリニン組で2位が申雪/趙宏博組であるから、この時点でチームの上に存在していたのは歴史的な名チーム2組のみだった。
翌2004-2005シーズンは後輩の張丹/張昊組に世界選手権で遅れを取ってメダルを逃すことになった。2005-2006シーズンはトリノオリンピックで4位となるも、続く世界選手権で優勝。2006-2007シーズンは体調不良によって出遅れるも、世界選手権では2位に入った。
2007-2008シーズン、初戦のスケートアメリカとエリック・ボンパール杯では2位、中国杯では優勝を果たした。3度目の出場となったグランプリファイナルでは3位となったが、四大陸選手権では4年ぶり3度目の優勝を果たした。
2008-2009シーズン、中国杯で3位、NHK杯で優勝を果たし、グランプリファイナルでは初優勝を果たした。四大陸選手権でも優勝を果たし、3年ぶりのメダルを狙った世界選手権だったがミスが響き4位に終わった。
2009-2010シーズン、ロステレコム杯とNHK杯で優勝、グランプリファイナルではSPで出遅れがあったものの、FSではミスの少ない演技を披露し3年連続の表彰台に上がった。バンクーバーオリンピックではSPでパーソナルベスト、FSでは歴代最高得点をマークし、3度目のオリンピックで念願のメダルを獲得した。世界選手権のSPでは、ストレートラインステップで史上初のレベル4を獲得するなどしてパーソナルベストを更新し1位、FSでも1位となり、2度目の世界選手権優勝を果たした。
2011-2012シーズン、グランプリシリーズは中国杯とNHK杯にアサインされていたが、これを辞退し、世界選手権にのみ出場。SPで2位につけたもののFSで崩れ、メダル獲得はならなかった。
2012-2013シーズン、シーズン最初から怪我があったが、スケートアメリカでは2位、中国杯では優勝し、グランプリファイナルでは3位。世界選手権では5位だった。
2013-2014シーズン、中国杯で2位、エリック・ボンパール杯では優勝。グランプリファイナルではSPと総合得点のパーソナルベストを記録し2年連続で銅メダルを獲得。4度目のオリンピックとなるソチオリンピックではSP4位、FS3位、総合4位で2大会連続でのメダル獲得とはならなかった。演技終了後20年間の競技生活に終止符を打ち、引退を表明した。
2015年1月、中国で開催される世界選手権に出場するために現役復帰することを発表した。復帰戦の四大陸選手権ではSP4位と出遅れるものの、FSで高い演技構成点を獲得し3位に順位を上げた。9度目のメダルは当大会の最高記録である。史上最多16回目の出場となった世界選手権ではSP2位、FS3位で総合3位。4年ぶりにメダルを獲得し有終の美を飾った。

## 主な戦績
| 大会/シーズン      | 98-99 | 99-00 | 00-01 | 01-02 | 02-03 | 03-04 | 04-05 | 05-06 | 06-07 | 07-08 | 08-09 | 09-10 | 10-11 | 11-12 | 12-13 | 13-14 | 14-15 |
| ------------------ | ----- | ----- | ----- | ----- | ----- | ----- | ----- | ----- | ----- | ----- | ----- | ----- | ----- | ----- | ----- | ----- | ----- |
| 冬季オリンピック   |       |       |       | 9     |       |       |       | 4     |       |       |       | 2     |       |       |       | 4     |       |
| 世界選手権         | 14    | 15    | 10    | 5     | 4     | 3     | 4     | 1     | 2     | 5     | 4     | 1     | 3     | 4     | 5     |       | 3     |
| 四大陸選手権       | 5     | 5     | 4     | 1     | 2     | 1     | 2     |       | 2     | 1     | 1     |       | 1     |       |       |       | 3     |
| 中国選手権         | 1     | 2     | 2     |       |       | 1     |       |       | 1     | 1     | 2     |       |       |       |       |       |       |
| GPファイナル       |       |       |       |       |       | 5     | 3     | 6     |       | 3     | 1     | 2     | 2     |       | 3     | 3     |       |
| GPエリック杯       |       |       | 6     |       | 3     |       | 3     | 2     |       | 2     |       |       |       |       |       | 1     |       |
| GP中国杯           |       |       |       |       |       |       |       | 2     | 2     | 1     | 3     |       | 1     |       | 1     | 2     |       |
| GPスケートアメリカ |       |       |       |       | 3     | 1     |       |       |       | 2     |       |       |       |       | 2     |       |       |
| GPNHK杯            |       |       | 4     | 5     |       | 3     | 2     |       |       |       | 1     | 1     | 1     |       |       |       |       |
| GPロステレコム杯   |       | 5     |       |       |       | 2     |       |       |       |       |       | 1     |       |       |       |       |       |
| GPスケートカナダ   |       | 4     | 5     | 4     | 2     |       | 2     |       |       |       |       |       |       |       |       |       |       |
| アジア大会         |       |       |       |       | 2     |       |       |       | 2     |       |       |       | 1     |       |       |       |       |
| ユニバーシアード   | 2     |       |       |       |       |       |       |       |       |       |       |       |       |       |       |       |       |
| 世界Jr.選手権      | 8     |       |       |       |       |       |       |       |       |       |       |       |       |       |       |       |       |

### 詳細
| 2014-2015 シーズン   |                                                |         |          |          |
| 開催日               | 大会名                                         | SP      | FS       | 結果     |
| 2015年3月23日 - 29日 | 2015年世界フィギュアスケート選手権（上海）     | 2 72.59 | 3 140.18 | 3 212.77 |
| 2015年2月9日 - 15日  | 2015年四大陸フィギュアスケート選手権（ソウル） | 4 66.87 | 2 133.12 | 3 199.99 |

| 2013-2014 シーズン    |                                                    |         |          |          |
| 開催日                | 大会名                                             | SP      | FS       | 結果     |
| 2014年2月6日 - 22日   | ソチオリンピック（ソチ）                           | 4 73.30 | 3 136.58 | 4 209.88 |
| 2013年12月5日 - 8日   | 2013/2014 ISUグランプリファイナル（福岡）          | 3 75.40 | 3 138.58 | 3 213.98 |
| 2013年11月15日 - 17日 | ISUグランプリシリーズ エリックボンパール杯（パリ） | 1 67.69 | 1 126.17 | 1 193.86 |
| 2013年11月1日 - 3日   | ISUグランプリシリーズ 中国杯（北京）               | 1 70.38 | 2 124.00 | 2 194.38 |

| 2012-2013 シーズン    |                                                  |         |          |          |
| 開催日                | 大会名                                           | SP      | FS       | 結果     |
| 2013年3月10日 - 17日  | 2013年世界フィギュアスケート選手権（ロンドン）   | 6 63.95 | 4 130.69 | 5 194.64 |
| 2012年12月6日 - 9日   | 2012/2013 ISUグランプリファイナル（ソチ）        | 3 64.74 | 3 128.07 | 3 192.81 |
| 2012年11月2日 - 4日   | ISUグランプリシリーズ 中国杯（上海）             | 1 68.57 | 1 120.25 | 1 188.82 |
| 2012年10月19日 - 21日 | ISUグランプリシリーズ スケートアメリカ（ケント） | 2 61.96 | 2 123.20 | 2 185.16 |

| 2011-2012 シーズン     |                                              |         |          |          |
| 開催日                 | 大会名                                       | SP      | FS       | 結果     |
| 2012年3月26日 - 4月1日 | 2012年世界フィギュアスケート選手権（ニース） | 2 67.10 | 6 118.95 | 4 186.05 |
| 2012年1月4日 - 6日     | 中華人民共和国第12回全国冬季運動会（長春）   | 1 70.24 | 1 126.31 | 1 196.55 |

| 2010-2011 シーズン     |                                                |         |          |          |
| 開催日                 | 大会名                                         | SP      | FS       | 結果     |
| 2011年4月24日 - 5月1日 | 2011年世界フィギュアスケート選手権（モスクワ） | 1 74.00 | 3 130.12 | 3 204.12 |
| 2011年2月15日 - 20日   | 2011年四大陸フィギュアスケート選手権（台北）   | 1 71.41 | 1 128.04 | 1 199.45 |
| 2011年1月30日 - 2月6日 | 2011年アジア冬季競技大会（アスタナ）           | 1 68.36 | 1 127.54 | 1 195.90 |
| 2010年12月9日 - 12日   | 2010/2011 ISUグランプリファイナル（北京）      | 2 68.63 | 2 121.30 | 2 189.93 |
| 2010年11月5日 - 7日    | ISUグランプリシリーズ 中国杯（北京）           | 1 60.62 | 1 116.88 | 1 177.50 |
| 2010年10月22日 - 24日  | ISUグランプリシリーズ NHK杯（名古屋）          | 1 67.10 | 1 122.27 | 1 189.37 |

| 2009-2010 シーズン    |                                                  |         |          |          |
| 開催日                | 大会名                                           | SP      | FS       | 結果     |
| 2010年3月22日 - 28日  | 2010年世界フィギュアスケート選手権（トリノ）     | 1 75.28 | 1 136.11 | 1 211.39 |
| 2010年2月12日 - 28日  | バンクーバーオリンピック（バンクーバー）         | 4 71.50 | 1 141.81 | 2 213.31 |
| 2009年12月3日 - 6日   | 2009/2010 ISUグランプリファイナル（東京）        | 4 68.04 | 2 133.82 | 2 201.86 |
| 2009年11月5日 - 8日   | ISUグランプリシリーズ NHK杯（長野）              | 2 67.30 | 1 132.35 | 1 199.65 |
| 2009年10月22日 - 25日 | ISUグランプリシリーズ ロステレコム杯（モスクワ） | 1 65.40 | 1 125.93 | 1 191.33 |

| 2008-2009 シーズン    |                                                      |         |          |          |
| 開催日                | 大会名                                               | SP      | FS       | 結果     |
| 2009年4月9日 - 10日   | 中華人民共和国第十一回全国運動会（青島）             | 2 64.22 | 2 133.45 | 2 197.67 |
| 2009年3月23日 - 29日  | 2009年世界フィギュアスケート選手権（ロサンゼルス）   | 5 65.18 | 4 115.90 | 4 181.08 |
| 2009年2月2日 - 8日    | 2009年四大陸フィギュアスケート選手権（バンクーバー） | 1 65.60 | 1 129.34 | 1 194.94 |
| 2008年12月10日 - 14日 | 2008/2009 ISUグランプリファイナル（高陽）            | 3 66.24 | 1 125.25 | 1 191.49 |
| 2008年11月27日 - 30日 | ISUグランプリシリーズ NHK杯（東京）                  | 2 63.10 | 1 122.96 | 1 186.06 |
| 2008年11月6日 - 9日   | ISUグランプリシリーズ 中国杯（北京）                 | 3 59.36 | 3 112.50 | 3 171.86 |

| 2007-2008 シーズン    |                                                      |         |          |          |
| 開催日                | 大会名                                               | SP      | FS       | 結果     |
| 2008年3月17日 - 23日  | 2008年世界フィギュアスケート選手権（ヨーテボリ）     | 5 67.87 | 5 118.91 | 5 186.78 |
| 2008年2月11日 - 17日  | 2008年四大陸フィギュアスケート選手権（高陽）         | 2 67.70 | 1 119.63 | 1 187.33 |
| 2008年1月18日 - 21日  | 中華人民共和国第11回全国冬季運動会（チチハル）       | 1 69.18 | 2 118.27 | 1 187.45 |
| 2007年12月13日 - 16日 | 2007/2008 ISUグランプリファイナル（トリノ）          | 3 66.68 | 3 118.45 | 3 185.13 |
| 2007年11月15日 - 18日 | ISUグランプリシリーズ エリック・ボンパール杯（パリ） | 2 64.32 | 2 122.61 | 2 186.93 |
| 2007年11月8日 - 11日  | ISUグランプリシリーズ 中国杯（ハルビン）             | 1 65.48 | 1 111.27 | 1 176.75 |
| 2007年10月25日 - 25日 | ISUグランプリシリーズ スケートアメリカ（レディング） | 2 60.32 | 2 104.87 | 2 165.19 |

| 2006-2007 シーズン     |                                                              |         |          |          |
| 開催日                 | 大会名                                                       | SP      | FS       | 結果     |
| 2007年3月19日 - 25日   | 2007年世界フィギュアスケート選手権（東京）                   | 3 66.75 | 2 121.71 | 2 188.46 |
| 2007年2月5日 - 11日    | 2007年四大陸フィギュアスケート選手権（コロラドスプリングス） | 2 65.80 | 2 119.53 | 2 187.33 |
| 2007年1月28日 - 2月4日 | 2007年アジア冬季競技大会（長春）                             | 2 65.65 | 2 115.82 | 2 181.47 |
| 2006年11月9日 - 12日   | ISUグランプリシリーズ 中国杯（南京）                         | 2 62.00 | 3 110.56 | 2 172.56 |

| 2005-2006 シーズン    |                                                      |         |          |          |
| 開催日                | 大会名                                               | SP      | FS       | 結果     |
| 2006年3月20日 - 26日  | 2006年世界フィギュアスケート選手権（カルガリー）     | 2 64.98 | 1 124.22 | 1 189.20 |
| 2006年2月10日 - 26日  | トリノオリンピック（トリノ）                         | 4 63.19 | 4 123.48 | 4 186.67 |
| 2005年12月16日 - 18日 | 2005/2006 ISUグランプリファイナル（東京）            | 6 57.94 | 5 110.40 | 6 168.34 |
| 2005年11月17日 - 20日 | ISUグランプリシリーズ エリック・ボンパール杯（パリ） | 2 62.26 | 2 120.38 | 2 182.64 |
| 2005年11月3日 - 6日   | ISUグランプリシリーズ 中国杯（北京）                 | 2 58.64 | 2 117.82 | 2 176.46 |

| 2004-2005 シーズン    |                                                        |         |          |          |
| 開催日                | 大会名                                                 | SP      | FS       | 結果     |
| 2005年3月14日 - 20日  | 2005年世界フィギュアスケート選手権（モスクワ）         | 5 64.02 | 4 113.31 | 4 177.33 |
| 2005年2月14日 - 20日  | 2005年四大陸フィギュアスケート選手権（江陵）           | 2 62.07 | 2 115.73 | 2 177.80 |
| 2004年12月16日 - 19日 | 2004/2005 ISUグランプリファイナル（北京）              | 4 60.34 | 3 113.32 | 3 173.66 |
| 2004年11月19日 - 21日 | ISUグランプリシリーズ エリック・ボンパール杯（パリ）   | 3 57.28 | 2 118.82 | 3 176.10 |
| 2004年11月4日 - 7日   | ISUグランプリシリーズ NHK杯（名古屋）                  | 2 64.82 | 3 114.80 | 2 179.62 |
| 2004年10月28日 - 31日 | ISUグランプリシリーズ スケートカナダ（ハリファックス） | 2 64.54 | 4 107.94 | 2 172.48 |

| 2003-2004 シーズン    |                                                           |         |          |          |
| 開催日                | 大会名                                                    | SP      | FS       | 結果     |
| 2004年3月22日 - 28日  | 2004年世界フィギュアスケート選手権（ドルトムント）        | 3       | 3        | 3        |
| 2004年2月19日 - 25日  | 2004年四大陸フィギュアスケート選手権（ハミルトン）        | 1       | 1        | 1        |
| 2003年12月11日 - 14日 | 2003/2004 ISUグランプリファイナル（コロラドスプリングス） | 6 52.10 | 5 110.10 | 5 162.20 |
| 2003年11月20日 - 23日 | ISUグランプリシリーズ ロシア杯（モスクワ）                | 2 63.16 | 3 121.88 | 2 185.04 |
| 2003年11月6日 - 9日   | ISUグランプリシリーズ 中国杯（北京）                      | 2 60.64 | 3 119.06 | 2 179.70 |
| 2003年10月23日 - 26日 | ISUグランプリシリーズ スケートアメリカ（レディング）      | 1 67.08 | 4 117.96 | 1 185.04 |

| 2002-2003 シーズン       |                                                      |    |    |      |
| 開催日                   | 大会名                                               | SP | FS | 結果 |
| 2003年3月24日 - 30日     | 2003年世界フィギュアスケート選手権（ワシントンD.C.） | 8  | 4  | 4    |
| 2003年2月10日 - 16日     | 2003年四大陸フィギュアスケート選手権（北京）         | 2  | 2  | 2    |
| 2003年2月1日 - 8日       | 2003年アジア冬季競技大会（青森）                     | 2  | 2  | 2    |
| 2002年11月14日 - 17日    | ISUグランプリシリーズ ラリック杯（パリ）             | 4  | 3  | 3    |
| 2002年10月31日 - 11月3日 | ISUグランプリシリーズ スケートカナダ（ケベック）     | 2  | 2  | 2    |
| 2002年10月23日 - 27日    | ISUグランプリシリーズ スケートアメリカ（スポケーン） | 2  | 3  | 3    |

| 2001-2002 シーズン       |                                                        |    |    |      |
| 開催日                   | 大会名                                                 | SP | FS | 結果 |
| 2002年3月16日 - 24日     | 2002年世界フィギュアスケート選手権（長野）             | 5  | 5  | 5    |
| 2002年2月9日 - 21日      | ソルトレイクシティオリンピック（ソルトレイクシティ）   | 10 | 9  | 9    |
| 2002年1月21日 - 27日     | 2002年四大陸フィギュアスケート選手権（全州）           | 1  | 1  | 1    |
| 2001年11月29日 - 12月2日 | ISUグランプリシリーズ NHK杯（熊本）                    | 5  | 5  | 5    |
| 2001年11月1日 - 4日      | ISUグランプリシリーズ スケートカナダ（サスカトゥーン） | 3  | 4  | 4    |

| 2000-2001 シーズン       |                                                            |    |    |      |
| 開催日                   | 大会名                                                     | SP | FS | 結果 |
| 2001年3月17日 - 25日     | 2001年世界フィギュアスケート選手権（バンクーバー）         | 10 | 10 | 10   |
| 2001年2月7日 - 10日      | 2001年四大陸フィギュアスケート選手権（ソルトレイクシティ） | 6  | 4  | 4    |
| 2000年11月30日 - 12月3日 | ISUグランプリシリーズ NHK杯（旭川）                        | 4  | 4  | 4    |
| 2000年11月23日 - 26日    | ISUグランプリシリーズ ラリック杯（パリ）                   | 8  | 6  | 6    |
| 2000年11月2日 - 5日      | ISUグランプリシリーズ スケートカナダ（ミシサガ）           | 1  | 2  | 2    |

| 1999-2000 シーズン     |                                                        |    |    |      |
| 開催日                 | 大会名                                                 | SP | FS | 結果 |
| 2000年3月26日 - 4月2日 | 2000年世界フィギュアスケート選手権（ニース）           | 15 | 15 | 15   |
| 2000年2月22日 - 27日   | 2000年四大陸フィギュアスケート選手権（大阪）           | 5  | 5  | 5    |
| 1999年11月24日 - 28日  | ISUグランプリシリーズ ロシア杯（サンクトペテルブルク） | 5  | 5  | 5    |
| 1999年11月4日 - 7日    | ISUグランプリシリーズ スケートカナダ（セントジョン）   | 3  | 4  | 4    |

| 1998-1999 シーズン    |                                                        |    |    |      |
| 開催日                | 大会名                                                 | SP | FS | 結果 |
| 1999年3月21日 - 28日  | 1999年世界フィギュアスケート選手権（ヘルシンキ）       | 15 | 14 | 14   |
| 1999年2月21日 - 28日  | 1999年四大陸フィギュアスケート選手権（ハリファックス） | 5  | 5  | 5    |
| 1999年1月21日 - 31日  | ユニバーシアード冬季競技大会（ジリナ）                 | 2  | 2  | 2    |
| 1998年11月21日 - 29日 | 1999年世界ジュニアフィギュアスケート選手権（ザグレブ） | 8  | 8  | 8    |

## プログラム使用曲
| シーズン  | SP | FS | EX |
| --------- | --- | --- | --- |
| 2014-2015 | Moon Flower 作曲：シークレット・ガーデン ボーカル：スミ・ジョーオブリビオン 作曲：アストル・ピアソラ A Los Amigos 作曲：カルロス・モレル 振付：ニコライ・モロゾフ             | Io Ci Saro ボーカル：アンドレア・ボチェッリ 振付：ニコライ・モロゾフ | エンジェル ボーカル：ウエストライフ夢やぶれて 作曲：クロード＝ミシェル・シェーンベルク ボーカル：スーザン・ボイル               |
| 2013-2014 | ノクターン 映画『ラ・カリファ』より 作曲：エンニオ・モリコーネ 振付：ニコライ・モロゾフ                                                                                       | 夢やぶれて 映画『レ・ミゼラブル』より 作曲：クロード＝ミシェル・シェーンベルク 振付：シェイ＝リーン・ボーン、デヴィッド・ウィルソン                                                   | 夢やぶれて 作曲：クロード＝ミシェル・シェーンベルク ボーカル：スーザン・ボイル                                                  |
| 2012-2013 | Scott and Fran's Paso Doble 映画『ダンシング・ヒーロー』より 作曲：デヴィッド・ハーシュフェルダー 振付：ニコライ・モロゾフ                                                    | エニグマ変奏曲 作曲：エドワード・エルガー 振付：レネー・ロカ | 愛のテーマ 映画『ロミオとジュリエット』より 作曲：ニーノ・ロータ ボーカル：ジョシュ・グローバンMoon on the Sea ボーカル：李宇春 |
| 2011-2012 | ノクターン第20番 作曲：フレデリック・ショパン 振付：ローリー・ニコル | シェヘラザード 作曲：ニコライ・リムスキー＝コルサコフ 振付：ローリー・ニコル | 愛の夢 作曲：フランツ・リスト                                                                                                   |
| 2010–2011 | ノクターン第20番 作曲：フレデリック・ショパン 振付：ローリー・ニコル耳に残るは君の歌声 歌劇『真珠採り』より 作曲：ジョルジュ・ビゼー 振付：サラ・カワハラ、ニコライ・モロゾフ | 愛の夢 作曲：フランツ・リスト 振付：デヴィッド・ウィルソン | 見果てぬ夢 ミュージカル『ラ・マンチャの男』より 作曲：ミッチ・リー ボーカル：リディアン・ロバーツ                               |
| 2009–2010 | 耳に残るは君の歌声 歌劇『真珠採り』より 作曲：ジョルジュ・ビゼー 振付：サラ・カワハラ、ニコライ・モロゾフ                                                                     | 見果てぬ夢 ミュージカル『ラ・マンチャの男』より 作曲：ミッチ・リー 振付：シェイ＝リーン・ボーン、デヴィッド・ウィルソン                                                               | Crane's Crying 作曲：ヴィタスアルビノーニのアダージョ 作曲：トマゾ・アルビノーニ                                                |
| 2008-2009 | The Messiah Will Come Again 作曲：ゲイリー・ムーア 振付：サラ・カワハラ、ニコライ・モロゾフO Doux Printemps d' Autrefois 作曲：ジュール・マスネ 振付：ニコライ・モロゾフ      | Present, Past, Future 演奏：ゴタン・プロジェクト アランフエス協奏曲 作曲：ホアキン・ロドリーゴ ロクサーヌのタンゴ 映画『ムーラン・ルージュ』サウンドトラックより 振付：サラ・カワハラ | サマータイム 作曲：ジョージ・ガーシュウィン                                                                                     |
| 2007-2008 | O Doux Printemps d' Autrefois 作曲：ジュール・マスネ 振付：ニコライ・モロゾフ                                                                                                 | 映画『ロミオとジュリエット』より 作曲：ニーノ・ロータ | アルビノーニのアダージョ 作曲：トマゾ・アルビノーニ                                                                             |
| 2006-2007 | O Doux Printemps d' Autrefois 作曲：ジュール・マスネ 振付：ニコライ・モロゾフ                                                                                                 | ミュージカル『オペラ座の怪人』より 作曲：アンドルー・ロイド・ウェバー | アルビノーニのアダージョ 作曲：トマゾ・アルビノーニ                                                                             |
| 2005-2006 | パガニーニの主題による狂詩曲 作曲：セルゲイ・ラフマニノフ | ミュージカル『オペラ座の怪人』より 作曲：アンドルー・ロイド・ウェバー | Gira Con Me Questa Notte 曲：ジョシュ・グローバンOye ボーカル：グロリア・エステファン                                           |
| 2004-2005 | All I Ask of You ミュージカル『オペラ座の怪人』より 作曲：アンドルー・ロイド・ウェバー                                                                                        | バタフライ・ラヴァーズ 演奏：ヴァネッサ・メイ | The Prayer ボーカル：セリーヌ・ディオン                                                                                         |
| 2003-2004 | イルミネーション 作曲：シークレット・ガーデン | パガニーニの主題による狂詩曲 作曲：セルゲイ・ラフマニノフ | The Prayer ボーカル：セリーヌ・ディオン                                                                                         |
| 2002-2003 | 映画『セブン・イヤーズ・イン・チベット』より 作曲：ジョン・ウィリアムズ | ピアノ協奏曲第2番 作曲：セルゲイ・ラフマニノフ | - |
| 2001-2002 | イルミネーション 作曲：シークレット・ガーデン | ピアノ協奏曲第2番 作曲：セルゲイ・ラフマニノフ | - |